# Lijst van Britse ministers van Volksgezondheid
De minister van Volksgezondheid (Engels: Secretary of State for Health) is lid van het Britse kabinet en staat aan het hoofd van het Ministerie van Volksgezondheid. De huidige minister is sinds 13 november 2023 Victoria Atkins van de Conservative Party in het kabinet van premier Rishi Sunak.
Enkele prominenten die hebben gediend als minister van Volksgezondheid waren onder andere: Neville Chamberlain (1924-1929, 1931), Arthur Greenwood (1929-1931), Kingsley Wood (1935-1938), Malcolm MacDonald (1940-1941), Aneurin Bevan (1945-1951), Iain Macleod (1952-1955), Enoch Powell (1960-1963), Norman Fowler (1981-1987), Kenneth Clarke (1987-1990), John Reid (2002-2005) en Alan Johnson (2007-2009).

## Ministers van Volksgezondheid van het Verenigd Koninkrijk (1871–heden)
| Minister van Lokale Zaken President of the Local Government Board                               | Minister van Lokale Zaken President of the Local Government Board                               | Minister van Lokale Zaken President of the Local Government Board                               | Ambtstermijn                  | Ambtstermijn      | Partij                 | Premier                               | Kabinet                             | Overige functie(s) |
| ----------------------------------------------------------------------------------------------- | ----------------------------------------------------------------------------------------------- | ----------------------------------------------------------------------------------------------- | ----------------------------- | ----------------- | ---------------------- | ------------------------------------- | ----------------------------------- | ------------------ |
|                                                                                                 | James Stansfeld                                                                                 | James Stansfeld (1820–1892)                                                                     | 19 augustus 1871              | 20 februari 1874  | Liberal Party          | William Ewart Gladstone (1868–1874)   | Gladstone I                         |                    |
|                                                                                                 | George Sclater-Booth                                                                            | George Sclater-Booth (1826–1894)                                                                | 20 februari 1874              | 23 april 1880     | Conservative Party     | Benjamin Disraeli (1874–1880)         | Disraeli II                         |                    |
|                                                                                                 | John George Dodson                                                                              | John George Dodson (1825–1897)                                                                  | 23 april 1880                 | 16 december 1882  | Liberal Party          | William Ewart Gladstone (1880–1885)   | Gladstone II                        |                    |
|                                                                                                 | Charles Dilke                                                                                   | Sir Charles Dilke (1843–1911)                                                                   | 16 december 1882              | 23 juni 1885      | Liberal Party          | William Ewart Gladstone (1880–1885)   | Gladstone II                        |                    |
|                                                                                                 | Arthur Balfour                                                                                  | Arthur Balfour (1848–1930)                                                                      | 23 juni 1885                  | 28 januari 1886   | Conservative Party     | Robert Gascoyne-Cecil (1885–1886)     | Gascoyne-Cecil I                    |                    |
|                                                                                                 | Joseph Chamberlain                                                                              | Joseph Chamberlain (1836–1914)                                                                  | 28 januari 1886               | 3 april 1886      | Liberal Party          | William Ewart Gladstone (1886)        | Gladstone III                       |                    |
|                                                                                                 | James Stansfeld                                                                                 | James Stansfeld (1820–1898)                                                                     | 3 april 1886                  | 20 juli 1886      | Liberal Party          | William Ewart Gladstone (1886)        | Gladstone III                       |                    |
|                                                                                                 | Charles Ritchie                                                                                 | Charles Ritchie (1838–1906)                                                                     | 20 juli 1886                  | 15 augustus 1892  | Conservative Party     | Robert Gascoyne-Cecil (1886–1892)     | Gascoyne-Cecil II                   |                    |
|                                                                                                 | Henry Fowler                                                                                    | Sir Henry Fowler (1830–1911)                                                                    | 15 augustus 1892              | 5 maart 1894      | Liberal Party          | William Ewart Gladstone (1892–1895)   | Gladstone IV                        |                    |
|                                                                                                 | George Shaw Lefevre                                                                             | George Shaw Lefevre (1831–1928)                                                                 | 5 maart 1894                  | 25 juni 1895      | Liberal Party          | Archibald Primrose (1894–1895)        | Primrose                            |                    |
|                                                                                                 | Henry Chaplin                                                                                   | Henry Chaplin (1840–1923)                                                                       | 25 juni 1895                  | 10 november 1900  | Conservative Party     | Robert Gascoyne-Cecil (1895–1902)     | Gascoyne-Cecil III                  |                    |
|                                                                                                 | Walter Long                                                                                     | Walter Long (1854–1924)                                                                         | 10 november 1900              | 15 maart 1905     | Conservative Party     | Robert Gascoyne-Cecil (1895–1902)     | Gascoyne-Cecil IV                   |                    |
| Arthur Balfour (1902–1905)                                                                      | Walter Long                                                                                     | Walter Long (1854–1924)                                                                         | 10 november 1900              | 15 maart 1905     | Conservative Party     | Balfour                               |                                     |                    |
| Arthur Balfour (1902–1905)                                                                      |                                                                                                 | Walter Runciman                                                                                 | Gerald Balfour (1853–1945)    | 15 maart 1905     | 5 december 1905        | Balfour                               | Conservative Party                  |                    |
|                                                                                                 | John Burns                                                                                      | John Burns (1858–1943)                                                                          | 5 december 1905               | 14 februari 1914  | Liberal Party          | Henry Campbell- Bannerman (1905–1908) | Campbell- Bannerman                 |                    |
| Herbert Henry Asquith (1908–1916)                                                               | John Burns                                                                                      | John Burns (1858–1943)                                                                          | 5 december 1905               | 14 februari 1914  | Liberal Party          | Asquith I                             |                                     |                    |
| Herbert Henry Asquith (1908–1916)                                                               | John Burns                                                                                      | John Burns (1858–1943)                                                                          | 5 december 1905               | 14 februari 1914  | Liberal Party          | Asquith II                            |                                     |                    |
| Herbert Henry Asquith (1908–1916)                                                               | John Burns                                                                                      | John Burns (1858–1943)                                                                          | 5 december 1905               | 14 februari 1914  | Liberal Party          | Asquith III                           |                                     |                    |
| Herbert Henry Asquith (1908–1916)                                                               |                                                                                                 | Herbert Samuel                                                                                  | Herbert Samuel (1870–1963)    | 14 februari 1914  | 25 mei 1915            | Liberal Party                         |                                     |                    |
| Herbert Henry Asquith (1908–1916)                                                               |                                                                                                 | Walter Long                                                                                     | Walter Long (1854–1924)       | 25 mei 1915       | 7 december 1916        | Conservative Party                    | Asquith IV                          |                    |
| Minister van Volksgezondheid Secretary of State for Health                                      | Minister van Volksgezondheid Secretary of State for Health                                      | Minister van Volksgezondheid Secretary of State for Health                                      | Ambtstermijn                  | Ambtstermijn      | Partij                 | Premier                               | Kabinet                             | Overige functie(s) |
|                                                                                                 | William Hayes Fisher                                                                            | William Hayes Fisher (1879–1954)                                                                | 7 december 1916               | 18 april 1918     | Conservative Party     | David Lloyd George (1919–1922)        | Lloyd George I                      |                    |
|                                                                                                 | Auckland Geddes                                                                                 | Auckland Geddes (1879–1954)                                                                     | 18 april 1918                 | 24 juni 1919      | Conservative Party     | David Lloyd George (1919–1922)        | Lloyd George I                      |                    |
|                                                                                                 | Christopher Addison                                                                             | dr. Christopher Addison (1869–1951)                                                             | 24 juni 1919                  | 1 april 1921      | Liberal Party          | David Lloyd George (1919–1922)        | Lloyd George I                      |                    |
| Lloyd George II                                                                                 | Christopher Addison                                                                             | dr. Christopher Addison (1869–1951)                                                             | 24 juni 1919                  | 1 april 1921      | Liberal Party          | David Lloyd George (1919–1922)        |                                     |                    |
|                                                                                                 | Alfred Mond                                                                                     | Sir Alfred Mond (1868–1930)                                                                     | 1 april 1921                  | 23 oktober 1922   | Liberal Party          | David Lloyd George (1919–1922)        |                                     |                    |
|                                                                                                 | Arthur Griffith-Boscawen                                                                        | Sir Arthur Griffith- Boscawen (1865–1946)                                                       | 23 oktober 1922               | 8 maart 1923      | Conservative Party     | Bonar Law (1922–1923)                 | Law                                 |                    |
|                                                                                                 | Neville Chamberlain                                                                             | Neville Chamberlain (1869–1940)                                                                 | 8 maart 1923                  | 22 januari 1924   | Conservative Party     | Bonar Law (1922–1923)                 | Law                                 |                    |
| Stanley Baldwin (1923–1924)                                                                     | Neville Chamberlain                                                                             | Neville Chamberlain (1869–1940)                                                                 | 8 maart 1923                  | 22 januari 1924   | Conservative Party     | Baldwin I                             |                                     |                    |
|                                                                                                 | John Wheatley                                                                                   | John Wheatley (1869–1930)                                                                       | 22 januari 1924               | 3 november 1924   | Labour Party           | Ramsay MacDonald                      | MacDonald I                         |                    |
|                                                                                                 | Neville Chamberlain                                                                             | Neville Chamberlain (1869–1940)                                                                 | 4 november 1924               | 5 juni 1929       | Conservative Party     | Stanley Baldwin (1924–1929)           | Baldwin II                          |                    |
|                                                                                                 | Arthur Greenwood                                                                                | Arthur Greenwood (1880–1954)                                                                    | 5 juni 1929                   | 26 augustus 1931  | Labour Party           | Ramsay MacDonald (1929–1935)          | MacDonald II                        |                    |
|                                                                                                 | Neville Chamberlain                                                                             | Neville Chamberlain (1869–1940)                                                                 | 26 augustus 1931              | 5 november 1931   | Conservative Party     | Ramsay MacDonald (1929–1935)          | MacDonald III (Nationaal Kabinet I) |                    |
|                                                                                                 | Hilton Young                                                                                    | Sir Hilton Young (1879–1960)                                                                    | 5 november 1931               | 7 juni 1935       | Conservative Party     | Ramsay MacDonald (1929–1935)          | MacDonald IV (Nationaal Kabinet II) |                    |
|                                                                                                 | Kingsley Wood                                                                                   | Sir Kingsley Wood (1881–1943)                                                                   | 7 juni 1935                   | 16 mei 1938       | Conservative Party     | Stanley Baldwin (1935–1937)           | Baldwin III (Nationaal Kabinet III) |                    |
| Neville Chamberlain (1937–1940)                                                                 | Kingsley Wood                                                                                   | Sir Kingsley Wood (1881–1943)                                                                   | 7 juni 1935                   | 16 mei 1938       | Conservative Party     | Chamberlain I (Nationaal Kabinet IV)  |                                     |                    |
| Neville Chamberlain (1937–1940)                                                                 |                                                                                                 | Walter Elliot                                                                                   | Sir Walter Elliot (1888–1958) | 16 mei 1938       | 10 mei 1940            | Chamberlain I (Nationaal Kabinet IV)  | Unionist Party                      |                    |
| Neville Chamberlain (1937–1940)                                                                 | Chamberlain II                                                                                  | Walter Elliot                                                                                   | Sir Walter Elliot (1888–1958) | 16 mei 1938       | 10 mei 1940            |                                       | Unionist Party                      |                    |
|                                                                                                 | Malcolm MacDonald                                                                               | Malcolm MacDonald (1901–1981)                                                                   | 10 mei 1940                   | 8 februari 1941   | National Labour        | Winston Churchill (1940–1945)         | Churchill I                         |                    |
|                                                                                                 | Ernest Brown                                                                                    | Ernest Brown (1881–1962)                                                                        | 8 februari 1941               | 11 november 1943  | National Liberal Party | Winston Churchill (1940–1945)         | Churchill I                         |                    |
|                                                                                                 |                                                                                                 | Henry Willink (1894–1973)                                                                       | 11 november 1943              | 26 juli 1945      | Conservative Party     | Winston Churchill (1940–1945)         | Churchill I                         |                    |
| Churchill II                                                                                    |                                                                                                 | Henry Willink (1894–1973)                                                                       | 11 november 1943              | 26 juli 1945      | Conservative Party     | Winston Churchill (1940–1945)         |                                     |                    |
|                                                                                                 | Aneurin Bevan                                                                                   | Aneurin Bevan (1897–1960)                                                                       | 26 juli 1945                  | 17 januari 1951   | Labour Party           | Clement Attlee (1945–1951)            | Attlee I                            |                    |
| Attlee II                                                                                       | Aneurin Bevan                                                                                   | Aneurin Bevan (1897–1960)                                                                       | 26 juli 1945                  | 17 januari 1951   | Labour Party           | Clement Attlee (1945–1951)            |                                     |                    |
|                                                                                                 | Hilary Marquand                                                                                 | Hilary Marquand (1901–1972)                                                                     | 17 januari 1951               | 26 oktober 1951   | Labour Party           | Clement Attlee (1945–1951)            |                                     |                    |
|                                                                                                 | Harry Crookshank                                                                                | Harry Crookshank (1893–1961)                                                                    | 26 oktober 1951               | 7 mei 1952        | Conservative Party     | Winston Churchill (1951–1955)         | Churchill III                       |                    |
|                                                                                                 | Iain Macleod                                                                                    | Iain Macleod (1913–1970)                                                                        | 7 mei 1952                    | 20 december 1955  | Conservative Party     | Winston Churchill (1951–1955)         | Churchill III                       |                    |
| Anthony Eden (1955–1957)                                                                        | Iain Macleod                                                                                    | Iain Macleod (1913–1970)                                                                        | 7 mei 1952                    | 20 december 1955  | Conservative Party     | Eden                                  |                                     |                    |
| Anthony Eden (1955–1957)                                                                        |                                                                                                 |                                                                                                 | Robin Turton (1903–1994)      | 20 december 1955  | 10 januari 1957        | Eden                                  | Conservative Party                  |                    |
|                                                                                                 |                                                                                                 | Dennis Vosper (1916–1968)                                                                       | 10 januari 1957               | 17 september 1957 | Conservative Party     | Harold Macmillan (1957–1963)          | Macmillan I                         |                    |
|                                                                                                 |                                                                                                 | Derek Walker-Smith (1910–1992)                                                                  | 17 september 1957             | 27 juli 1960      | Conservative Party     | Harold Macmillan (1957–1963)          | Macmillan I                         |                    |
| Macmillan II                                                                                    |                                                                                                 | Derek Walker-Smith (1910–1992)                                                                  | 17 september 1957             | 27 juli 1960      | Conservative Party     | Harold Macmillan (1957–1963)          |                                     |                    |
|                                                                                                 | Enoch Powell                                                                                    | Enoch Powell (1912–1998)                                                                        | 27 juli 1960                  | 19 oktober 1963   | Conservative Party     | Harold Macmillan (1957–1963)          |                                     |                    |
|                                                                                                 |                                                                                                 | Anthony Barber (1920–2005)                                                                      | 19 oktober 1963               | 16 oktober 1964   | Conservative Party     | Alec Douglas-Home (1963–1964)         | Douglas-Home                        |                    |
| Minister van Volksgezondheid en Sociale Zaken Secretary of State for Health and Social Services | Minister van Volksgezondheid en Sociale Zaken Secretary of State for Health and Social Services | Minister van Volksgezondheid en Sociale Zaken Secretary of State for Health and Social Services | Ambtstermijn                  | Ambtstermijn      | Partij                 | Premier                               | Kabinet                             | Overige functie(s) |
|                                                                                                 |                                                                                                 | Kenneth Robinson (1911–1996)                                                                    | 16 oktober 1964               | 1 november 1968   | Labour Party           | Harold Wilson (1964–1970)             | Wilson I                            |                    |
| Wilson II                                                                                       |                                                                                                 | Kenneth Robinson (1911–1996)                                                                    | 16 oktober 1964               | 1 november 1968   | Labour Party           | Harold Wilson (1964–1970)             |                                     |                    |
|                                                                                                 | Dick Crossman                                                                                   | Dick Crossman (1907–1974)                                                                       | 1 november 1968               | 19 juni 1970      | Labour Party           | Harold Wilson (1964–1970)             |                                     |                    |
|                                                                                                 |                                                                                                 | Sir Keith Joseph (1918–1994)                                                                    | 19 juni 1970                  | 4 maart 1974      | Conservative Party     | Edward Heath (1970–1974)              | Heath                               |                    |
|                                                                                                 | Barbara Castle                                                                                  | Barbara Castle (1910–2002)                                                                      | 4 maart 1974                  | 5 april 1976      | Labour Party           | Harold Wilson (1974–1976)             | Wilson III                          |                    |
|                                                                                                 | David Ennals.jpg                                                                                | David Ennals (1922–1995)                                                                        | 5 april 1976                  | 4 mei 1979        | Labour Party           | James Callaghan (1976–1979)           | Callaghan                           |                    |
|                                                                                                 |                                                                                                 | Patrick Jenkin (1926–2018)                                                                      | 4 mei 1979                    | 14 september 1981 | Conservative Party     | Margaret Thatcher (1979–1990)         | Thatcher I                          |                    |
|                                                                                                 | Norman Fowler                                                                                   | Norman Fowler (1938)                                                                            | 14 september 1981             | 13 juni 1987      | Conservative Party     | Margaret Thatcher (1979–1990)         | Thatcher I                          |                    |
| Thatcher II                                                                                     | Norman Fowler                                                                                   | Norman Fowler (1938)                                                                            | 14 september 1981             | 13 juni 1987      | Conservative Party     | Margaret Thatcher (1979–1990)         |                                     |                    |
|                                                                                                 | John Moore                                                                                      | John Moore (1937–2019)                                                                          | 13 juni 1987                  | 25 juli 1988      | Conservative Party     | Margaret Thatcher (1979–1990)         | Thatcher III                        |                    |
| Minister van Volksgezondheid Secretary of State for Health                                      | Minister van Volksgezondheid Secretary of State for Health                                      | Minister van Volksgezondheid Secretary of State for Health                                      | Ambtstermijn                  | Ambtstermijn      | Partij                 | Premier                               | Kabinet                             | Overige functie(s) |
|                                                                                                 | Kenneth Clarke                                                                                  | Kenneth Clarke (1940)                                                                           | 25 juli 1988                  | 1 november 1990   | Conservative Party     | Margaret Thatcher (1979–1990)         | Thatcher III                        |                    |
|                                                                                                 | William Waldegrave                                                                              | William Waldegrave (1946)                                                                       | 1 november 1990               | 10 april 1992     | Conservative Party     | Margaret Thatcher (1979–1990)         | Thatcher III                        |                    |
| John Major (1990–1997)                                                                          | William Waldegrave                                                                              | William Waldegrave (1946)                                                                       | 1 november 1990               | 10 april 1992     | Conservative Party     | Major I                               |                                     |                    |
| John Major (1990–1997)                                                                          |                                                                                                 | Virginia Bottomley                                                                              | Virginia Bottomley (1948)     | 10 april 1992     | 5 juli 1995            | Conservative Party                    | Major II                            |                    |
| John Major (1990–1997)                                                                          |                                                                                                 | Stephen Dorrell                                                                                 | Stephen Dorrell (1952)        | 5 juli 1995       | 2 mei 1997             | Conservative Party                    | Major II                            |                    |
|                                                                                                 | Frank Dobson                                                                                    | Frank Dobson (1940–2019)                                                                        | 2 mei 1997                    | 11 oktober 1999   | Labour Party           | Tony Blair (1997–2007)                | Blair I                             |                    |
|                                                                                                 | Alan Milburn                                                                                    | Alan Milburn (1958)                                                                             | 11 oktober 1999               | 13 juni 2003      | Labour Party           | Tony Blair (1997–2007)                | Blair I                             |                    |
| Blair II                                                                                        | Alan Milburn                                                                                    | Alan Milburn (1958)                                                                             | 11 oktober 1999               | 13 juni 2003      | Labour Party           | Tony Blair (1997–2007)                |                                     |                    |
|                                                                                                 | John Reid                                                                                       | John Reid (1947)                                                                                | 13 juni 2003                  | 5 mei 2005        | Labour Party           | Tony Blair (1997–2007)                |                                     |                    |
|                                                                                                 | Patricia Hewitt                                                                                 | Patricia Hewitt (1948)                                                                          | 5 mei 2005                    | 27 juni 2007      | Labour Party           | Tony Blair (1997–2007)                | Blair III                           |                    |
|                                                                                                 | Alan Johnson                                                                                    | Alan Johnson (1950)                                                                             | 27 juni 2007                  | 5 juni 2009       | Labour Party           | Gordon Brown (2007–2010)              | Brown                               |                    |
|                                                                                                 | Andy Burnham                                                                                    | Andy Burnham (1970)                                                                             | 5 juni 2009                   | 11 mei 2010       | Labour Party           | Gordon Brown (2007–2010)              | Brown                               |                    |
|                                                                                                 | Andrew Lansley                                                                                  | Andrew Lansley (1956)                                                                           | 11 mei 2010                   | 4 september 2012  | Conservative Party     | David Cameron (2010–2016)             | Cameron I                           |                    |
|                                                                                                 | Jeremy Hunt                                                                                     | Jeremy Hunt (1966)                                                                              | 4 september 2012              | 9 juli 2018       | Conservative Party     | David Cameron (2010–2016)             | Cameron I                           | .                  |
| Cameron II                                                                                      | Jeremy Hunt                                                                                     | Jeremy Hunt (1966)                                                                              | 4 september 2012              | 9 juli 2018       | Conservative Party     | David Cameron (2010–2016)             |                                     |                    |
| Theresa May (2016–2019)                                                                         | Jeremy Hunt                                                                                     | Jeremy Hunt (1966)                                                                              | 4 september 2012              | 9 juli 2018       | Conservative Party     | May I                                 |                                     |                    |
| Theresa May (2016–2019)                                                                         | Jeremy Hunt                                                                                     | Jeremy Hunt (1966)                                                                              | 4 september 2012              | 9 juli 2018       | Conservative Party     | May II                                |                                     |                    |
| Theresa May (2016–2019)                                                                         |                                                                                                 | Matt Hancock                                                                                    | Matt Hancock (1976)           | 9 juli 2018       | 26 juni 2021           | Conservative Party                    | .                                   |                    |
| Boris Johnson (2019–2022)                                                                       | Johnson I                                                                                       | Matt Hancock                                                                                    | Matt Hancock (1976)           | 9 juli 2018       | 26 juni 2021           | Conservative Party                    |                                     |                    |
| Boris Johnson (2019–2022)                                                                       | Johnson II                                                                                      | Matt Hancock                                                                                    | Matt Hancock (1976)           | 9 juli 2018       | 26 juni 2021           | Conservative Party                    |                                     |                    |
| Boris Johnson (2019–2022)                                                                       |                                                                                                 | Sajid Javid                                                                                     | Sajid Javid (1969)            | 26 juni 2021      | 5 juli 2022            | Conservative Party                    |                                     |                    |
| Boris Johnson (2019–2022)                                                                       |                                                                                                 | Stephen Barclay                                                                                 | Stephen Barclay (1972)        | 5 juli 2022       | 6 september 2002       | Conservative Party                    |                                     |                    |
|                                                                                                 | Thérèse Coffey                                                                                  | Thérèse Coffey (1971)                                                                           | 6 september 2022              | 25 oktober 2022   | Conservative Party     | Liz Truss (2022)                      | Truss                               | Vicepremier        |
|                                                                                                 | Stephen Barclay                                                                                 | Stephen Barclay (1972)                                                                          | 25 oktober 2022               | 13 november 2023  | Conservative Party     | Rishi Sunak (2022–2024)               | Sunak                               |                    |
|                                                                                                 | Victoria Atkins                                                                                 | Victoria Atkins (1976)                                                                          | 13 november 2023              | 5 juli 2024       | Conservative Party     | Rishi Sunak (2022–2024)               | Sunak                               |                    |
|                                                                                                 | Wes Streeting                                                                                   | Wes Streeting (1983)                                                                            | 5 juli 2024                   | heden             | Labour Party           | Keir Starmer (2024–heden)             | Starmer                             |                    |